# یان بانگ
یان بانگ (انگلیسی: Jan Bang؛ زادهٔ ۲۱ اوت ۱۹۶۸) موسیقی‌دان، تهیه‌کننده اهل نروژ است.